# 排尿恐怖
排尿恐怖（はいにょうきょうふ、英語：Paruresis）は、排尿時に他人への恐怖心から排尿できなくなる恐怖症。トイレ恐怖症。
この症状はWilliamsとDegenhardt(1954年)によって初めて報告された。女性より男性に多く見られ、初期は小便器で排尿できないというケースが多い。
この症状があると社会生活への影響が大きいが、恐怖症の一種であるため、医学的な治療をするケースは少ない。
年齢が若く、発症からの期間が短く、症状が軽いほど克服しやすい。発症以降、恐怖が増大し、より多くのケースで排尿が困難となり、生活の制約が増える。逆に、症状の放置により改善するケースは少ない
。
排尿恐怖症であるかの判断は、様々な尺度によりなされ、単純ではない。『精神障害の診断と統計マニュアル』第5版では「300.23, Social Anxiety Disorder (Social Phobia)」（社交不安障害）の一種として分類された。

## 症状
- 症状初期の男性の場合、個室化されてない小便器で排尿できない[14][4]。
- 女性や、症状が進行した男性の排尿恐怖症では、個室でも排尿が困難[15]。
- 自分の排尿音を他人に聞かれることへの恐怖感[16]。

## 原因
原因は生理的なものではないとされるが、精神的なものだけとも限らない。
発症は思春期の早い時点でのトラウマが原因であることが多い。尿検査で排尿できなかった経験をトラウマとして排尿恐怖につながる場合がある。

## 生活・健康面への影響
調査では、排尿恐怖症を抱える者の88％が男性であった。これは、男性用トイレの多くは個室化されていない小便器であり、生活上小便器の使用を迫られる場合が多いためだと考えられる。
社会生活への影響は大きい。国際排尿恐怖症協会(International Paruresis Association)所属の排尿恐怖症を持つ人63人のうち38.1%が旅行を回避もしくは制限したことがあると回答した。また、55.6%が職業の選択を制限したことがあると回答した。
また、排尿恐怖症を抱える者は排尿を我慢することが増えるため、血尿や排尿時の痛みといった症状が起こる尿路感染症、男性においては下腹部の痛みや勃起障害といった症状が起こる前立腺炎に繋がることが忠告されている。

## 症状の進行
一般に症状は徐々に悪化する。時間と共に恐怖が増大し、より多くのケースで排尿が困難となり、生活の制約が増える。
軽い症状の段階では、排尿できる場合もできない場合もあるという程度である。より悪化すると、介入なしに改善することは少ない。年齢が若く、発症からの期間が短く、症状が軽いほど克服しやすい。排尿恐怖症の発症は9割以上が10代である。そのためIPAは学生等若年のうちの克服を強く推奨しているが、症状を放置してしまう者も多い。調査では、排尿恐怖症を抱える者は20～30年経って生活に大きな支障が出てから克服を試みた者が多くいたが、彼らは2％しか克服できなかった。逆に加齢による改善を報告したのはわずか 25% であった。また、半数以上が仕事、社会生活などに大きな影響を与えていた。別の調査では、友人宅の個室トイレを使うことができると回答した人は3分の2強であり、個室トイレでも外部の人の存在から排尿できなくなる者もいる。
また排尿恐怖症になったことで、「小便器で排尿できないことを周囲に知られたくない」という恐怖心が加わってる場合、小便器使用時にさらに恐怖心が増すために悪化しやすいことが考えられる。小便器の場合、排尿音がしないことで排尿できていないことが周囲には明らかに分かってしまう。「男性が人前で排尿できない」ことはしばしば小心者、恥ずかしがり屋、自意識過剰などのレッテルを貼られてしまう傾向があり、排尿恐怖症を知られることへの恐怖心の一因となっている。